# شيخ محلة (لاريجان السفلي)
شیخ محلة (بالفارسية: شیخ محله) هي قرية تقع في إيران في قسم لاریجان السفلی الريفي. يقدر عدد سكانها بـ 82 نسمة .